# Caffrogobius agulhensis
Caffrogobius agulhensis es una especie de peces de la familia de los Gobiidae en el orden de los Perciformes.

## Morfología
Los machos pueden llegar a alcanzar los 7,5 cm de longitud total.

## Depredadores
Es depredado por Cynoglossus zanzibarensis , Chelidonichthys capensis y Chelidonichthys queketti 

## Hábitat
Es un pez de clima subtropical y demersal que vive entre 15-75 m de profundidad.

## Distribución geográfica
Se encuentran en Sudáfrica.

## Observaciones
Es inofensivo para los humanos.